# Хатидже-султан (дочь Мехмеда IV)
Хатидже́-султа́н (тур. Hatice Sultan; до 1660, ? — 5 июля 1743, Эдирне) — старшая дочь султана Мехмеда ΙV и, вероятно, Эметуллах Гюльнуш-султан. Хатидже прожила долгую жизнь, застав правление шести султанов. Она дважды была замужем, её вторым мужем был последний великий визирь Мустафы II и первый великий визирь Ахмеда III Моралы Хасан-паша.

## Биография

### Происхождение
Хатидже-султан была старшей дочерью османского султана Мехмеда IV и, вероятнее всего, его башхасеки Эметуллах Гюльнуш-султан.
Год рождения Хатидже достоверно неизвестен, однако турецкий историк Недждет Сакаоглу отмечал, что, когда в 1675 году она вышла замуж, брак был консуммирован после свадьбы, и, таким образом, родиться она должна была не позднее 1660 года.

### Первый брак и вдовство
В 1675 году в Эдирне во время пышной церемонии, прозванной историками «Гуляния в Эдирне» (тур. Edirne Şenliği) и длившейся 20 дней, Хатидже-султан вышла замуж за второго визиря и будущего каптан-ы дерью Мусахип Сарыкчи Мустафу-пашу. Описания торжеств подробно даны в хрониках того времени. Так, Силахдар Фындыклылы Мехмед-ага в «Истории Силахдара» и Дефтердар Сары Мехмед-паша в «Зюбде-и Векайат» писали, что старшая дочь Мехмеда IV «благочестивая Хатидже-султан Хазретлери» лично одобрила кандидатуру жениха, а свидетелем жениха стал дефтердар Ахмед-паша. 21 июня султан поздравил дочь и её жениха, 23 июня новобрачных поздравляли государственные мужи. В следующие дни были устроены приёмы для шейхов, ага янычар, улемов и визирей. В «Истории Рашида», автором которой был последователь Мустафы Наимы, говорилось, что приданое Хатидже-султан, выставленное в павильоне Хасода (особняк с султанскими покоями), «поражало воображение. 30 июня в гостевых покоях у дворцовых ворот Султанкапы шейх-уль-ислам Чаталджалы Али-эфенди провёл никях, на котором присутствовали и визири. После церемонии дарюссааде-ага надел на присутствующих меха. На седьмой день на площади у дворца были выставленные длинные реи для представления канатоходцев. Также был протянут канат между минаретом мечети султана Селима и столбом на дворцовой площади. Два канатоходца, взошедших на минарет, спустились на площадь один за другим, один — вися на прядях волос, а другой — на ноге, а потом с площади, пройдясь по канату, поднялись на балкончик минарета. 4 июля Хатидже-султан с шествием невесты была отведена во дворец к жениху, ночь хны была проведена там же. В последующие дни были проведены религиозные собрания и празднества: приглашённым во дворец Мустафы-паши раздавали приятные ароматизированные эссенции, шербеты и полотенца для рук, называемые бояма. В последний два дня на равнине Тимурташ были выставлены палатки и проводились соревнования по бегу, игры и состязания. В самый последний вечер государственные чиновники сели в сёдла и отвезли Мусахип Мустафу-пашу в „покои первой брачной ночи“. Они вернулись обратно после молитвы шейха Вани-эфенди и получения подарков. На следующее утро в присутствии султана новоиспечённому зятю были жалованы меха. Согласно записям свадебного распорядителя, было потрачено 1100 мешочков акче».
Мустафе-паше принадлежали великолепный дворец в Эдирне, вилла в Хасанкёе и приморский особняк в Айвансарае. Когда Мехмед IV, проживавший в Эдирне с 1663 года, приезжал в Стамбул, он останавливался у дочери и зятя в особняке в Айвансарае и здесь же устраивал официальные приёмы. У супругов было четверо сыновей: Хасан, Васыф (или Асаф), Али и Абдулла. Когда Мустафа-паша скончался в октябре 1686 года, султан распорядился поместить сыновей Хатидже в Эндерун, где они должны были получить образование: старшему из внуков Мехмед IV выделил отдельные покои, трое других жили вместе. Однако ни один из мальчиков Эндерун не окончил: все они умерли в детском возрасте.
Мехмед IV, нуждавшийся в помощи крайне жестокого Сурчешме Йеген Османа-паши в подавлении восстания в Анатолии, пожелал отдать за него замуж Хатидже-султан, однако в 1687 году султан был свергнут и брак не состоялся. В конечном итоге, Хатидже-султан пробыла вдовой пять лет.

### Второй брак
В 1691 году Хатидже-султан вышла замуж во второй раз — её супругом стал Моралы Хасан-паша, на тот момент служивший силахдаром, но получивший по случаю свадьбы пост наместника в Египте. В «Зюбде-и Векайиат» говорится, что за свадьбу Хасан-паша передал в казну 150 мешочков золота. Когда в 1695 году ставший султаном брат Хатидже-султан Мустафа II казнил Сюрмели Али-пашу и назначил великим визирем Эльмас Мехмеда-пашу, «добропорядочная султанша отправила вместе с главным агой великому визирю меха» в дар. Встретивший агу великий визирь отблагодарил привёзших дары, надев на них халаты и выплатив бакшиши — сведения об этом содержатся в «Истории Рашида».
Из-за проступка Хасана-паши, совершённого им при обороне острова Хиос, супруг Хатидже какое-то время находился в заключении в тюрьме Капыарасы во дворце Эдирне, однако затем был помилован и даже получил ряд назначений: коменданта Азовского моря, каймакама великого визиря, а в 1703—1704 годах даже стал последним великим визирем Мустафы II и первый великим визирем Ахмеда III. В 1704 году Хасан был снят с должности и получил предписание вместе с Хатидже отбыть в Измир, где должен был доживать свой век, но с правом выезжать в стамбульские ялы. Тем не менее, три года спустя Хасан-паша последовательно получил ряд новых назначений: наместника Египта и Триполи, ревизора Кютахьи и наместника Ракки. Хатидже во время наместничества мужа проживала в столице.
В 1713 году Хатидже-султан овдовела во второй раз: её супруг скончался в Урфе в декабре того года.

### Последние годы и смерть
Хатидже-султан была одной из немногих дочерей султанов, проживших долгую жизнь: она стала свидетельницей правления шести султанов — своего отца Мехмеда IV, дядьёв Сулеймана II и Ахмеда II, братьев Мустафы II и Ахмеда III и племянника Махмуда I. После смерти второго мужа Хатидже пробыла вдовой 30 лет и скончалась в возрасте старше 80 лет в своём дворце в Эдирне 5 июля 1743 года. Тело госпожи было перевезено в Стамбул и погребено в тюрбе её бабки Турхан-султан.

## Благотворительность
Хюсейн Айвансарайы в книге «Меджмуа-и теварих» под заголовком «Дата смерти Хатидже-султан, дочери Мехмед-хана» писал, что Хатидже построила школы, фонтаны (чешме и себиль) и месджиты (малые мечети) в Стамбуле и Эдирне.
Дворец Хатидже-султан в Стамбуле располагался за воротами Айвансарай напротив фонтана и школы. Во время ревизии Стамбульских школ от 1913 года о школе Хатидже-султан была оставлена запись: «Действующая, прекрасная школа со 150 учениками».
Ибрагим Хильми Танышик в своём труде «Фонтаны Стамбула» указал, что, согласно китабе, фонтаны (чешме и себиль) были завершены к 1711 году. На этом китабе нет имени Хатидже-султан, однако считалось, что этот фонтан-чешме с питьевой водой построил главный архитектор султана Бекир-ага. Танышик также приписывал Хатидже-султан строительство фонтана-чешме в Ускюдаре близ дороги к пирсу Кючюк Ихсание Харем; к моменту, когда Танышик видел этот фонтан, тот был уже полуразрушен, однако сохранилась табличка с надписью «Хатидже-султан, дочь султана Мехмед-хана». Вместе с тем, дата на табличке — 1178 год по хиджре — указывает, что фонтан был построен через 21 год после смерти Хатидже-султан.
По приказу Хатидже-султан в 1739 году были отреставрированы совмещённые с прибрежным особняком в Эюпе полуразрушенная малая мечеть и тюрбе Яведут; в малой мечети установили минбар и превратили её в большую мечеть.

## В культуре
Хатидже-султан является одним из главных персонажей турецкого телесериала «Однажды в Османской империи» (2012), роль исполнила Тюркан Шорай. Она также появляется в телесериале «Османское глубинное государство» (тур. Osmanlida Derin Devlet; 2013), роль исполнила Перихан Саваш.

## Комментарии
1. ↑  Турецкий историк Чагатай Улучай, не называя имён всех султанзаде, назвал старшего из них Мехмед-беем[6].
2. ↑  Согласно османисту Энтони Олдерсону, Хасан умер в 1684 году, Асыф в 1691 году, Али в 1694 году и Абдулла в 1699 году[4].
3. ↑  Существует также версия, что Хатидже скончалась 9 мая 1743 года[5][3].